# Wysoka fala (film 2012)
Wysoka fala (ang. Chasing Mavericks) – amerykański dramat z 2012 roku w reżyserii Curtisa Hansona i Michaela Apteda. Wyprodukowany przez 20th Century Fox. Film powstał na podstawie prawdziwej historii kalifornijskiego surfera, Jaya Moriarity’ego, który w wieku 23 lat zginął podczas swobodnego nurkowania w Oceanie Indyjskim.
Światowa premiera filmu miała miejsce 26 października 2012 roku, natomiast w Polsce odbyła się 14 grudnia 2012 roku.

## Fabuła
Surfer Jay Moriarity marzy o pływaniu na kalifornijskich Mavericks, jednych z największych fal na świecie. 15-latek prosi mieszkającego po sąsiedzku legendarnego mistrza sportów wodnych, Ricka „Frosty’ego” Hessona, by ten szkolił go w surfingu. Podczas treningów mentor i jego uczeń zaprzyjaźniają się. W wieku 16 lat Jay zdobywa międzynarodową sławę. Potem poślubia Kim, którą kocha od dziecka. Umiera przed 23 urodzinami podczas swobodnego surfowania na Malediwach.

## Obsada
- Jonny Weston jako Jay Moriarity
- Gerard Butler jako Frosty Hesson
- Elisabeth Shue jako Kristy Moriarity
- Abigail Spencer jako Brenda Hesson
- Leven Rambin jako Kim
- Taylor Handley jako Sonny
- Scott Eastwood jako Gordy